# 城多董
城多 董（きだ ただし、天保3年2月22日（1832年3月24日） - 明治24年（1891年）10月3日）は、幕末の尊王攘夷派志士として水口藩を尊王に導いた。多くの志士が明治維新後切り捨てられる中、草莽の志士の一人として活動し、元老院少書記などを歴任。

## 略歴
城多董は天保3年2月22日（1832年3月24日）に近江国甲賀郡牛飼村（現滋賀県甲賀市水口町牛飼）で農業の傍ら肥料商を営む木田平三郎の三男として誕生。幼名を木田市太郎と言い、長じて善兵衛と称し諱は士威と言った。後に図書、耐軒とも号すると共に、姓を木田から城多に改めた。尚、董の読みを「ただす（ス）」とする書籍も。木田家は六角氏一族の末と言われ、父平三郎は杉谷村（現甲賀市甲南町杉谷）の西浦家より入婿したが、平三郎の実父で董の祖父に当たる西浦九兵衛は近江天保一揆指導者の一人として、天保14年（1843年）董数え12歳の時に獄中死。隣村杣中村の庄屋黄瀬平治は天保一揆後江戸送りとなるなど、近江天保一揆の余燼がくすぶる中で少年期を過ごした。
董は家業より経世済民に興味を持ち、学問を求め遊学を希望するが、父の賛同を得られるず家業の傍らで勉学に励んだ。董は近隣の三大寺村（現甲賀市水口町三大寺）の町医者鵜飼舎杖の下で学び、舎杖より水口藩校教授で尊王攘夷派の中村栗園（なかむらりつえん）を紹介され栗園の門下生となった。又、儒学者で勤皇家として知られた矢野玄道が舎杖宅に寄寓すると玄道につき国学を学んだ。嘉永5年（1852年）黒船来航により世情不安となると、董は家業により京都に上る度に京情勢を栗園等に報告し、後に安政の大獄で捕縛対象者となった京在住の漢詩人梁川星巌のもとに入塾。
他藩同様水口藩においても佐幕派と攘夷派との対立が激しさを増し、文久4年（1864年）佐幕俗論派の中心人物岡田直次郎暗殺事件が起きた。これを契機に攘夷を唱える有志派（水口藩正義党）が藩政を掌握した。この時董は、暗殺実行者である熊本藩士松田重助に対して池田屋事件にも関与した水口藩士豊田美稲（とよだよしね）と、水口藩政の大義や現執政への反省を求める弁を述べており、暗殺事件において重要な役割を担っていたと考えられる。
慶応元年（1865年）、董は岩倉具視への拝謁を許され、この頃より尊王攘夷から王政復古へと思想が発展していったとされる。董の京都での活動は、当初は情勢を栗園等水口藩尊王攘夷派に知らせるのが役割であったが、文久3年（1863年）江戸幕府将軍徳川家茂が上京した頃より各藩の尊王攘夷派志士と直接交わり、藩論統一の必要性を強く感じると共に文久4年（1864年）の俗論派襲撃へと向かっていった。また、京都においても公武合体派一掃を期した計画に関与していたが、元治元年6月5日（1864年7月8日）の池田屋事件により、京都での襲撃計画は失敗に終わった。加えて、元治元年7月19日（1864年8月20日）の禁門の変から水口藩内では俗論派が勢いを盛り返すに及んだ。
董の同志である豊田美稲は、宮部鼎蔵らと共に京での公武合体派一掃計画首謀者の一人であったが、幸い池田屋事件の時には水口に居て難を逃れた。しかし、幕府による探索厳しく長州への脱出途上、松江藩の軍用金を奪取し津山占領を計画したが、慶応元年12月（1866年1月）津山占領計画を相談した備前土倉家家臣により殺害された。また、同じく董の同志である川瀬定（かわせさだむ）は慶応元年5月幕府に捕縛され、董も「川瀬定等と共謀し、長州藩への内応を約し、膳所城での将軍襲撃に関与した」とされ新撰組による追及対象者の一人となった。董は伊勢へ逃れ、11月再度京都に潜伏した。
慶應2年6月（1867年7月）、第二次長州征伐に際して水口藩兵出兵回避のため、董等は薩摩藩に交渉し、大藩である薩摩藩了解の下藩執政に対して出兵回避を申し入れ、京伏見に藩兵を留まらせた。また、中村栗園の養子確堂等と共に二条斉敬に働きかけ水口藩兵を京都守備につかせた。この一連の動きに対して、藩内佐幕派より京都見廻組に密告があり、見回組が命を狙っている旨伊東甲子太郎より告げられ、一時京都を退去した。
董は岩倉具視の内命を受け活動する事が多く、廷臣二十二卿列参事件に際して岩倉の密命により公卿間の連絡役を果たした。明治元年（1868年）大政奉還後は内外観察役に任じられ、後有栖川宮家臣となり、多くの草莽の志士が埋もれ、また維新政府に失望する中志士を全うした数少ない人物となった。
維新後は熊谷県や足柄県参事、元老院庶務課長や少書記官を歴任した。明治16年（1883年）故郷である甲賀地方の大旱魃に際しては租税減廃を訴え実現させるなど済民の心を忘れず、関西鉄道創設や東京感化院設立・斯文学館設立に尽力した。明治21年（1888年）官を辞し隠居するため故郷に帰り、明治23年（1890年）第一回帝国議会衆議院議員総選挙に滋賀2区より立候補するが次点で落選し、翌明治24年（1891年）10月3日死去した。大正6年（1917年）、生前の功より正五位に叙された。

## 家族
祖父：木田善次
父：木田平三郎　西浦九兵衛の次男
母：木田志賀湖
養子：城多虎雄　伊勢国菰野町の小津吉蔵一子
養子：城多善九郎 竹村氏一子

## 関連事項
著書
- 「鹿深遺芳録 昨夢記」（甲賀郡教育會 1907年）

城多董に係る書籍
- 「贈正五位城多耐軒先生略傳」（吉川又平 1918年）
- 「維新に活躍した近江の人々」（竹内将人著 滋賀県日本国民会議 1968年）
- 「勤皇京洛の賦」 P132「京都に於ける水藩烈士」（木俣秋水著 1944年）

その他
- 株式会社VoiceJapan. “第1回衆議院議員選挙 滋賀県小選挙区 滋賀2区”. 2013年8月11日閲覧。